# کانن ئی‌اواس ۴۵۰دی
کانن ئی‌اواس ۴۵۰دی (به انگلیسی: Canon EOS 450D)که در آمریکا با نام (به انگلیسی: EOS Rebel XSi) و در ژاپن با نام (به انگلیسی: EOS Kiss X2) هم شناخته می‌شود، دوربین سطح مبتدی  سری DSLR شرکت کانن می‌باشد که بعد از مدل ۴۰۰دی در تاریخ ۲۳ ژاویه ۲۰۰۸ معرفی شد.

## مشخصات کلی
- مشخصات حسگر و پرونده: حسگر CMOS با کیفیت ۱۲٫۴ مگاپیکسل - اندازه ۱۴٫۸ × ۲۲٫۲ میلی‌متر
- لنز: ۱۸-۵۵ میلیمتر - بزرگنمایی اپتیکال ۳ برابر - لرزشگیر تصویر
- عکسبرداری: سرعت شاتر از ۱ به ۴۰۰۰ ثانیه تا ۳۰ ثانیه - ایزو اتوماتیک (۱۶۰۰-۱۰۰) و ۱۰۰ و ۲۰۰ و ۴۰۰ و ۸۰۰ و ۱۶۰۰ و ۳۲۰۰ و قابلیت افزایش ایزو تا ۶۴۰۰ و ۱۲۸۰۰ - فلاش داخلی (Pop-Up) با برد ۱۳ متر (ISO 100) - قابلیت نصب فلاش خارجی (Hot-Shoe, E-TTL II)
- صفحه نمایش: ۳ اینچ با رزولوشن ۲۳۰٬۰۰۰ پیکسل - Live View
- سایر مشخصات: ذخیره بر روی کارت حافظه SD/SDHC Card - باتری یون لیتیوم استاندارد - شارژر باتری
- نام ها دیگر : Canon EOS٫Rebel XSi

## نقاط قوت
- عمل‌کرد خوب مشخصه‌ی ISO NR در کم کردن نویز رنگی
- منظره‌یاب بزرگ
- نشان‌گر ISO روی منظره‌یاب
- حالت تشخیص کنتراست در مود live view

## نقاط ضعف
- عمل‌کرد متوسط تراز سفیدی به ویژه در نور نئون
- مقادیر محدود جبران نوردهی (+/- 2.0 EV)
- عدم پشتیبانی از Mass Storage USB

## واژه‌نامه
1. ↑  Entry Level